# Мартиново (Новосибірська область)
Мартиново (рос. Мартыново) — село у Усть-Тарцькому районі Новосибірської області Російської Федерації.
Входить до складу муніципального утворення Яркульська сільрада. Населення становить 85 осіб (2010).

## Історія
Згідно із законом від 2 червня 2004 року органом місцевого самоврядування є Яркульська сільрада.

## Населення
| 2002 | 2007 | 2010 |
| ---- | ---- | ---- |
| 139  | ↘98  | ↘85  |